# .mobi
A .mobi egy szponzorált internetes legfelső szintű tartomány kód, melyet 2005-ben hoztak létre. Fenntartásáért az mTLD felelős. Pénzügyileg támogatják a tartományt a Google, a Microsoft, Nokia, Samsung, Ericsson, Vodafone, T-Mobile, Telefónica Móviles, Telecom Italia Mobile, Orascom Telecom, GSM Association, Hutchison Whampoa, a Syniverse Technologies, és a VISA vállalatok.